# Kaynaklı, Musabeyli
Kaynaklı là một xã thuộc huyện Musabeyli, tỉnh Kilis, Thổ Nhĩ Kỳ. Dân số thời điểm năm 2010 là 64 người.